# Pierre de Bénouville
Pour les articles homonymes, voir Guillain et Bénouville.
Pierre Bénouville, dit Pierre de Bénouville ou Pierre Guillain de Bénouville, né le 8 août 1914 à Amsterdam et mort le 4 décembre 2001 dans le 17e arrondissement de Paris, est un résistant, homme politique et écrivain français.

## Biographie

### Origines
Pierre de Bénouville est le fils de Jean Benouville (1er janvier 1880-29 mars 1947), inspecteur général de compagnie d'assurances, et d'une mère alsacienne, Yvonne Schreyer (1886-1970). Son grand-père est l'architecte Pierre Louis Benouville et son arrière-grand-père le peintre paysagiste Jean-Achille Benouville.
Pierre Benouville (de son nom de naissance) fut connu sous le nom de Pierre Guillain de Bénouville (du patronyme d'une famille de la noblesse normande dont il disait descendre) à partir de 1930, puis le plus souvent désigné comme Pierre de Bénouville. Sa carte nationale d'identité, son livret de famille ainsi que son acte de décès furent libellés au nom de Pierre de Bénouville, tandis que sa nomination au grade de général de brigade, publiée au Journal officiel en 1953, le fut au nom de Pierre Guillain de Bénouville, bien qu'aucun changement de nom n'ait été prononcé ni qu'aucun lien ne soit prouvé entre lui et l'ancienne famille Guillain de Bénouville.

### Jeunesse
Il intègre en même temps que son frère le collège privé d'enseignement catholique Saint-Paul d'Angoulême, où il se lie d'amitié avec François Mitterrand, avec lequel il sert la messe, et son frère aîné, Robert Mitterrand. Il en est exclu pour non-respect des règles.
Pendant sa jeunesse, étudiant à la faculté de lettres de Paris, il milite aux Camelots du roi (17e section), organisation de jeunesse de l'Action française (AF), un temps proche de La Cagoule, et participe aux émeutes du 6 février 1934. Dans les années 1935-1937, il fréquente les chefs de La Cagoule, ainsi que ses amis André Bettencourt, Claude Roy et François Mitterrand. 
Durant l'été de 1936, Pierre de Benouville combat en Espagne aux côtés des Requetés carlistes alliés aux putschistes franquistes, avec son ami Michel de Camaret, futur compagnon de la Libération, qui sera plus tard député européen du Front national. Au cours de l'année 1937, il publie des articles et tient une chronique de critique littéraire dans Le Pays libre, journal antisémite. Il rompt avec l'Action française à la fin 1938, car elle se déclare favorable aux accords de Munich, alors que, nationaliste intransigeant, il y est hostile. La « tiédeur révolutionnaire » de l’Action française, dans les années qui suivent la crise du 6 février 1934, constitue un autre facteur pouvant expliquer cette rupture.

### Résistance
Mobilisé en 1939 pendant la Seconde Guerre mondiale, Pierre de Bénouville est fait prisonnier par les troupes allemandes. Il s'évade en décembre 1940 et rejoint Villefranche-sur-Mer où il est recueilli avec ses compagnons par son ami l'écrivain René Béhaine.
Maréchaliste dans un premier temps, il est rédacteur en chef du journal L'Alerte fondé par Léon Bailby jusqu'en novembre 1941. En janvier 1941, il tente de partir clandestinement pour l'Afrique du Nord, espérant rejoindre les Forces françaises libres, mais il est fait prisonnier par la police de Vichy. Renvoyé devant le tribunal militaire de Toulon, il est acquitté pendant l'été 1941. Il rejoint alors la Résistance française, d'abord le mouvement Radio-Patrie rattaché au SOE (Special Operations Executive), pour lequel il assure la liaison avec l'ambassade du Royaume-Uni à Berne. Puis, ayant rencontré Henri Frenay le 4 décembre 1942, il s'engage complètement dès le début de 1943 dans le mouvement de résistance Combat, et offre immédiatement son aide à Frenay pour établir le contact avec l'ambassade britannique de Berne afin d'en obtenir des fonds pour Combat ; mais finalement les Britanniques ne sont pas intéressés. Ensuite, Bénouville s'occupera notamment pour Combat du Noyautage des administrations publiques et a pour adjoint René la Combe au NAP Fer à la suite de l'arrestation de René Hardy et Jean Moulin. 
À la fin de 1942, il retrouve son ami François Mitterrand, et l'aide à tisser son réseau de résistance.[réf. nécessaire]
Peu après, lors de la création des Mouvements unis de la Résistance (MUR), il devient membre de leur comité directeur.
Selon Daniel Cordier, il porte une lourde responsabilité en envoyant René Hardy — dont il sait pourtant qu'il a été récemment arrêté par la Gestapo — à la réunion de Caluire qui aboutit à l'arrestation de Jean Moulin et de ses camarades le 21 juin 1943. En parallèle, sous le pseudonyme Barrès (en référence à Maurice Barrès), il s'implique personnellement dans la mise en place des contacts entre les mouvements de Résistance intérieure, la France libre, et les services secrets alliés (SOE, OSS, BCRA), franchissant ainsi cinquante-trois fois la frontière franco-suisse.
En avril 1944, il rejoint Alger via l'Espagne, pour échapper à la Gestapo. De mai à juin 1944, il combat en Italie.
Dans le téléfilm Jean Moulin, une affaire française (2003), Pierre de Bénouville est accusé à demi-mot d'avoir « donné » Jean Moulin aux Allemands, par calcul politique. Notons, par ailleurs, et même si le cadre de l'interview, entièrement orchestré par Jacques Vergès, laisse beaucoup à désirer, que René Hardy, alors très malade à Melle, a formellement accusé Bénouville d'avoir toujours été informé de son rôle personnel dans l'arrestation de Jean Moulin[pas clair]. Mais Hardy se rétractera par écrit peu avant sa mort dans une lettre d'excuses à Bénouville, publiée depuis par Guy Perrier dans sa biographie de Bénouville.
Revenu à Alger où il dirige le bureau FFI au sein du GPRF, il est promu général de brigade à trente ans par le général de Gaulle.
Il est l'un des quatre généraux de brigade FFI, avec Jacques Chaban-Delmas, Maurice Chevance-Bertin et Alfred Malleret-Joinville.
Son attitude pendant la Seconde Guerre mondiale lui vaut d'être fait Compagnon de la Libération, grand officier de l'ordre national de la Légion d'honneur, décoré de la croix de guerre 1939-1945, de la médaille de la Résistance française, de la croix de guerre belge et de l'Ordre de Léopold.
Le général de Bénouville s'engage en politique dès la fin de la guerre aux côtés du général de Gaulle.

### Après-guerre
Membre du Conseil de Direction du RPF en 1949 (il est chargé des questions relevant des Affaires Étrangères et de la Défense Nationale), député gaulliste d'Ille-et-Vilaine entre 1951 et 1956, et de 1958 à 1962, puis de l'ancienne douzième circonscription de Paris (devenue la huitième circonscription de Paris en 1988) entre 1970 et 1993.
Il a transgressé l’embargo décrété en 1967 par le général de Gaulle, sur les armes à destination des belligérants du Moyen-Orient, en fournissant des armes à Israël et se rapproche du Mossad dont il devient un agent d'influence.
De 1965 à 1989, il préside l'Association des amis de La Varende.
Favorable à l'Algérie française, il est exclu de l'UNR et se présente sans succès aux élections législatives de 1968 dans la troisième circonscription des Alpes-Maritimes (Nice-ouest et une partie de son arrière-pays) avec le soutien de Progrès et démocratie moderne (centristes d'opposition au général de Gaulle). Dans sa profession de foi, il se présente également comme le candidat du « Mouvement démocrate unifié pour la défense de la République et la réconciliation nationale ». Il recueille autour de 12 000 voix et arrive en troisième position au premier (22,37 %) et au second tour (22,41 %) derrière le candidat républicain indépendant, vainqueur de l'élection, Fernand Icart, et le candidat communiste Virgile Pasquetti.
Il n'est réintégré dans la Majorité qu'en 1970 à la demande du président Pompidou, comme candidat à une élection législative partielle dans le 12e arrondissement de Paris, à la suite du décès du député UDR, le colonel Bourgoin.
En juin 1967, il cosigne l'appel du Comité de solidarité française avec Israël, aux côtés personnalités comme Raymond Aron, Robert Badinter, Gaston Defferre, Maurice Garçon, Valéry Giscard d'Estaing, Robert Merle et François Mitterrand.
En 1981, il soutient à l'Assemblée nationale la promesse du candidat socialiste d'amnistie et de réintégration des généraux rebelles de l'Algérie française.
En 1984, à l'Assemblée nationale, il défend l'attitude de François Mitterrand pendant la guerre, mis en cause par des députés de l'opposition comme François d'Aubert, Jacques Toubon ou Alain Madelin. L'ancien chef de Radio-Patrie déclare notamment que « Mitterrand était des nôtres ! ». Dix ans plus tard, alors que le passé de François Mitterrand est de nouveau mis en cause, Bénouville propose à François Mitterrand que des compagnons de la Libération signent un texte de soutien, mais le président refuse : il n'a pas, selon lui, à se justifier, du moins pas à ce point[réf. nécessaire].
En 1988, il organise chez lui, à Paris, un mois avant l'élection présidentielle, une rencontre entre Jacques Chirac et le chef du Front national, Jean-Marie Le Pen pour discuter de l'entre-deux-tours.
Dans les années 1980, il est le président d’honneur de la Société Baudelaire, à l’occasion d’hommages officiels, rendus à Charles Baudelaire.
Pierre de Bénouville mène parallèlement une carrière dans le secteur privé comme administrateur de plusieurs sociétés, les éditions Robert Laffont, les établissements Gaumont et surtout la société Dassault-Bréguet. Il est directeur du journal Jours de France de 1954 à 1967, puis président-directeur général de la société éditrice.
Ce catholique ne reniera jamais ses convictions royalistes de jeunesse[réf. nécessaire], ainsi que le rappelle Guy Perrier, son biographe, auquel il se confiait peu de temps avant sa mort. Il est enterré au cimetière de Passy dans un caveau spécialement aménagé sur ses instructions pour lui et ses deux fidèles amis, anciens de la 17e section des Camelots du roi, Michel de Camaret, compagnon de la Libération et ancien député du Front national, et Jehan de Castellane, dirigeant du Mouvement social révolutionnaire (MSR) sous l'Occupation.

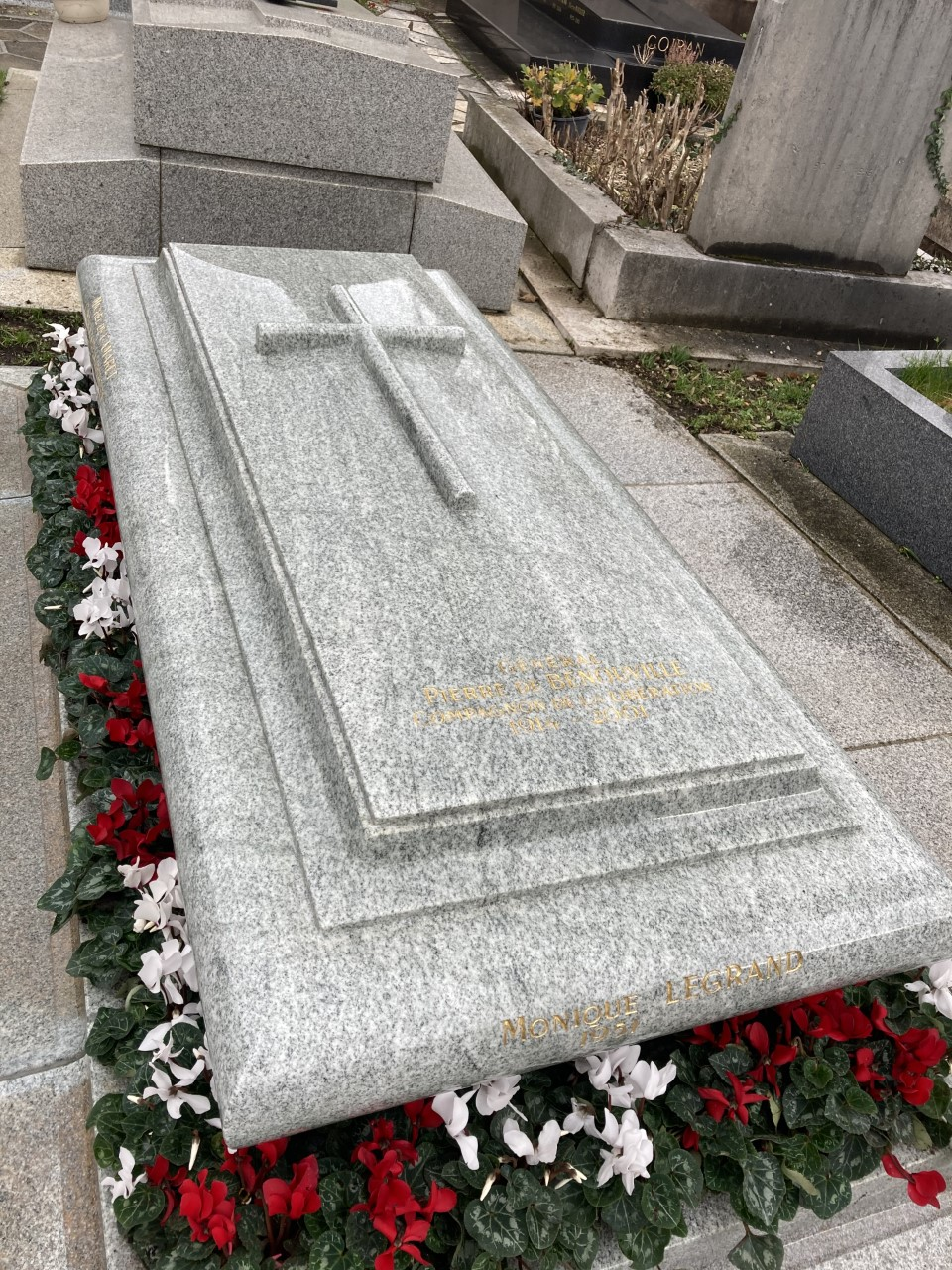
Tombe au cimetière de Passy.

Son frère aîné, François, arrêté pour faits de Résistance par la Gestapo en 1942, meurt en déportation en 1944 au camp de concentration de Neuengamme. Sa sœur Christiane avait épousé le général Jacques Hogard.

## Détail des fonctions et des mandats

### Mandats parlementaires
- Député d'Ille-et-Vilaine entre 1951 et 1956 (scrutin proportionnel) et de la cinquième circonscription d'Ille-et-Vilaine de 1958 à 1962 ;
- Député de l'ancienne douzième circonscription de Paris entre 1970 et 1986 ;
- Député de la huitième circonscription de Paris de 1986 à 1993.

### Mandats locaux
- Maire de La Richardais (Ille-et-Vilaine) de 1953 à 1965[23]
- Conseiller de Paris de 1989 à 1995

## Décorations
- Grand officier de la Légion d'honneur[24]
  - Commandeur du 28 septembre 1957
- Compagnon de la Libération (décret du 6 avril 1945)
- Croix de guerre 1939-1945 (5 citations)
- Médaille de la Résistance française (décret du 31 mars 1947)
- Croix de guerre belge 1940-1945 (Belgique)
- Officier de l'Ordre de Léopold (Belgique)

## Œuvres
- Captivité et délivrance de l'esprit aux XIXe ou du XXe siècle. Baudelaire le trop chrétien. Précédé d'une lettre de Charles Du Bos à l'auteur, et suivi d'une lettre de l'auteur à René Béhaine, Bernard Grasset, Paris, 1936, 221 p. (diverses rééditions)
- Les Soirées d'Altkirch
- Saint Louis ou le Printemps de la France, éditions Didier, coll. « Les Grands serviteurs », Toulouse, 1943, 247 p.
- Le Sacrifice du matin, La Palatine, Genève, 1945, Robert Laffont, Paris, 1946, 610 p et Éditions J'ai lu Leur aventure N°A162/163/164.

L’Académie française lui décerne le prix Général-Muteau en 1946 pour l'ensemble de son œuvre.
- Vie exemplaire du commandant d'Estienne d'Orves : papiers, carnets et lettres, précédés d'une préface de Guillain de Bénouville, Plon, Paris, 1950, XIII-335 p. (diverses rééditions)
- Avant que la nuit ne vienne (entretiens avec Laure Adler), Bernard Grasset, Paris, 2002, 359 p.  (ISBN 2-246-59921-0)

## Pour approfondir